# Володимирівка (Каховський район)
Володимирівка — село в Україні, у Каховському районі Херсонської області. Входить до складу Верхньорогачицької селищної громади. Населення становить 97 осіб.

## Історія
До 2016 року село носило назву Леніне.
24 лютого 2022 року село тимчасово окуповане російськими військами під час російсько-української війни.

## Населення
Згідно з переписом УРСР 1989 року чисельність наявного населення села становила 129 осіб, з яких 55 чоловіків та 74 жінки.
За переписом населення України 2001 року в селі мешкало 97 осіб.

### Мова
Розподіл населення за рідною мовою за даними перепису 2001 року:
| Мова       | Кількість | Відсоток |
| ---------- | --------- | -------- |
| українська | 90        | 92.78%   |
| російська  | 7         | 7.22%    |
| Усього     | 97        | 100%     |